# Silke Müller
Silke Müller (Frankfurt am Main, 11 de noviembre de 1978) es una exjugadora alemana de hockey sobre césped.

## Trayectoria
Müller tuvo su debut olímpico en Atenas 2004. En su primer Juego Olímpico eliminó a China en semifinales, derrotó a la favorita Países Bajos y obtuvo la primera medalla de oro para su selección.